# شبه الموصل المتفسخ
شبه الموصل المتفسخ (بالإنجليزية: degenerate semiconductor) هو شبه موصل يشاب بدرجة عالية حتى تبدأ المادة تسلك سلوكا يشبه أكثر سلوك المعدن (من حيث الموصلية الكهربائية مثلا).
بوجود تركيز عالي من ذرات الإشابة تصبح هذه الذرات (وبالتالي سوياتها الطاقية) قريبة جدا من بعضها فتكوّن نطاقا (عصابة) من الطاقة. في هذه الحالة تتوضع سوية فيرمي ضمن نطاق التوصيل، الفجوة الطاقية تصبح صغيرة جدا أو تختفي.
لقد كان كل من السيلكون والجرمانيوم قبل عام 1940 غير متواجد بشكل نقي لذلك صُنِّفَا تاريخيا كمعادن بسبب هذه الحالة.